# Telavi
Telavi (en georgiano: თელავი) es una ciudad de la parte oriental de Georgia, la principal y centro administrativo de la región de Kajetia. En 2014, tenía una población de 19 629 habitantes. La ciudad está situada en la fértil vega del valle del río Alazani, al pie de las montañas de la cordillera de Tsiv-Gombori (500−800 m s. n. m.).
Durante su historia Telavi desempeñó en varias etapas un importante papel político, siendo la histórica capital de varios reinos en la época medieval y en la Edad Moderna: reino de Kajetia, reino de Kajetia-Hereti y reino de Kartli-Kajetia.

## Historia

### Orígenes
Los primeros hallazgos arqueológicos en Telavi se remontan a la Edad del Bronce. Una de las primeras menciones  de Telavi que sobreviven es la del geógrafo griego Claudio Ptolomeo, en el siglo II, quien menciona el nombre Teleda (una referencia a Telavi). Telavi comenzó a transformarse en un muy importante centro político y administrativo a partir del siglo VIII. El geógrafo árabe Al-Muqaddasi del siglo X proporciona más datos de interés, mencionando Telavi junto con ciudades del Cáucaso tan importantes  en ese momento como Tiflis, Shamkir, Ganja, Shemakha y Shirvan. Al-Muqaddasi señala que la población en su mayor parte se componía de cristianos.

### Edad Media y Moderna
Desde el siglo X hasta el siglo XII, Telavi fue la capital de un primer reino de Kajetia y más tarde del reino de Kajetia-Hereti. Durante la llamada época de Oro del reino de Georgia (siglos XII y XIII), Telavi se convirtió en uno de los centros políticos y económicos más importantes del Estado. Después de la desintegración del Reino Unido de Georgia en el siglo XV, el papel de Telavi comenzó a declinar y la ciudad finalmente se convirtió en una ciudad ordinaria más, con actividades comerciales y artesanas. Telavi readquirió importancia política en el siglo XVII, cuando se convirtió en la capital del segundo reino de Kajetia. Hacía 1762, la ciudad se convirtió en la segunda capital (después de Tbilisi) del reino de Kartli-Kajetia. El reinado del rey Erekle II, que nació y murió en esta ciudad, fue una época especial en la historia de Telavi. Durante ese período (1744-1798) se convirtió en un centro estratégico y cultural y Erekle II estableció en ella un seminario teológico y fundó un teatro. Las reformas de Erekle II abordaron todos los aspectos de la vida en el país y cambiaron fundamentalmente la orientación política, económica y cultural de Kartli-Kakheti y, posteriormente, de toda Georgia. Su nombre se convirtió en un símbolo de la libertad y la independencia nacional del pueblo de Georgia. A Erakle II todavía se llama cariñosamente Patara Kakhi (pequeño kajetiano), y sus hechos heroicos se describen en la literatura popular.

### Dominio ruso
En 1801, después de que el reino de Kartli-Kajetia fuese anexionado por el Imperio ruso, Telavi perdió su condición de capital. En el siglo XIX la ciudad recibió el estatus de centro administrativo (uyezd) en la gobernación de Tiflis. Durante ese período, la economía de la ciudad se basaba principalmente en pequeñas industrias (pintura de cuero, producción de cerámica, elaboración de vino, etc), el comercio y la agricultura. La población de la ciudad tuvo alrededor de 12 000 hab. al final del siglo XIX (incluidos unos 2000 armenios, principalmente refugiados del Imperio otomano, y 10 000 georgianos étnicos).

## Geografía
El paisaje de Telavi es pintoresco, ya que la ciudad está rodeada por pintorescos paisajes por  todos sus lados. Telavi enfrenta la cordillera Tsiv-Gombori al sur y suroeste y limita con el valle del Alazani al norte y al este. La cordillera del Gran Cáucaso, que cierra por el noreste el valle Alazani, se puede ver desde la mayoría de lugares de Telavi.
En la actualidad, la ciudad de Telavi está conectada con la capital Tiflis por dos carreteras: la carretera más usada (y mejor pavimentada) discurre a través de las zonas rurales de Kajetia y es más larga (aproximadamente 156 km) que la ruta que atraviesa las tierras altas de la cordillera Gombori. Esa ruta más corta (de aproximadamente 96 km) es bastante pintoresca, pero es menos utilizada debido a las obras de mejora que se llevan a cabo en ella.
Debido a su belleza, monumentos históricos y lo más importante, a la hospitalidad y reputada amabilidad de sus habitantes, la ciudad es un destino turístico muy popular en Georgia.

## Patrimonio artístico

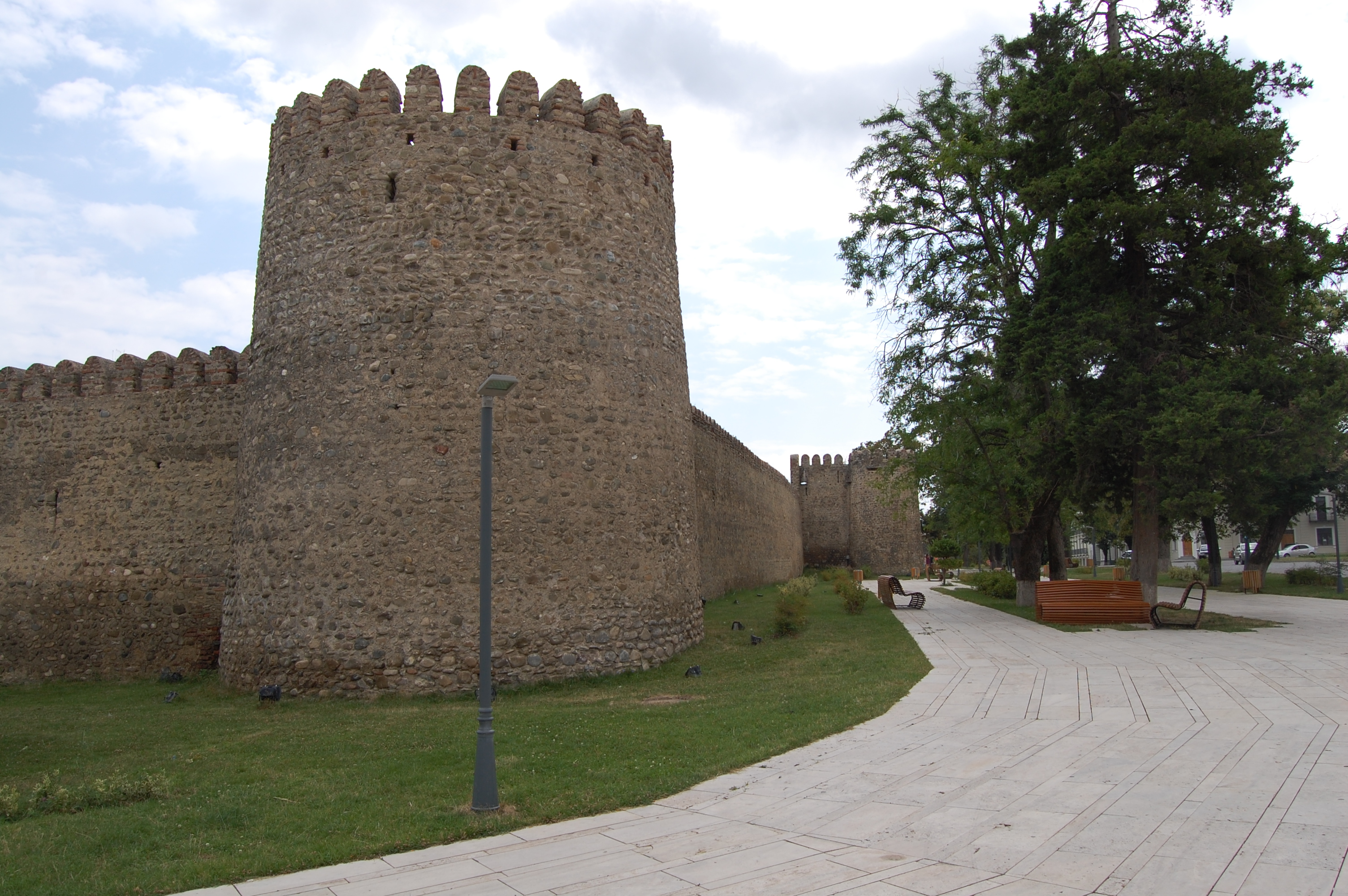
Fortificación de Telavi

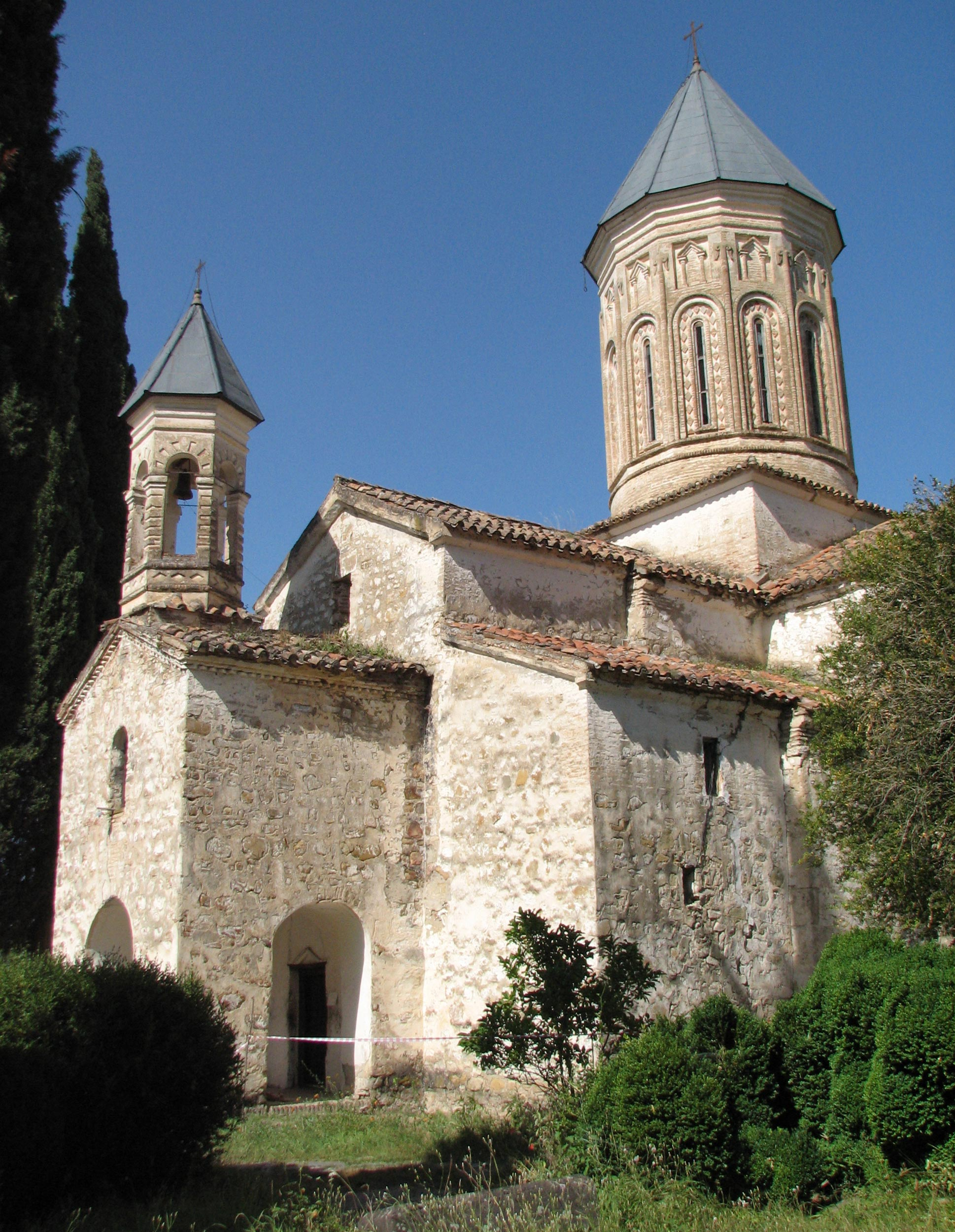
La Academia del del monasterio de Ikalto (ca. 800)

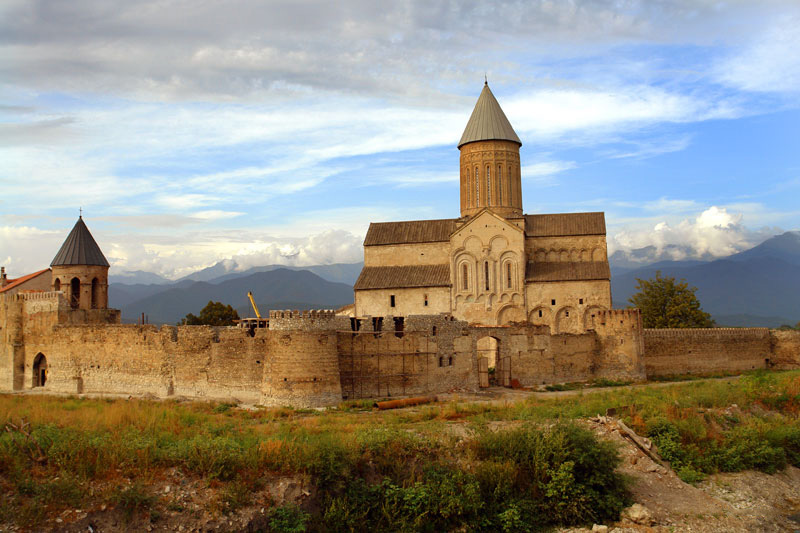
El monasterio de Alaverdí

Telavi y sus alrededores son ricos en monumentos históricos, arquitectónicos y naturales. Los monumentos históricos más importantes que se conservan en la ciudad son:
- Dzveli Galavani (antiguas murallas), la fortaleza de los primeros reyes Kajetianos (siglos IX-X);
- Iglesia de la Santa María (siglo XVI);
- Iglesia de la Santísima Trinidad (siglo VI);
- Fortaleza Batonis Tsikhe ('fortaleza del Maestro'), construida en el siglo XVII, que es el único palacio real tardomedieval bien conservado de Georgia;
- Korchibashishvilebis Tsikhe, el castillo de Korchibashishvilis, unos nobles locales (siglos XVI-XVIII);
- Vakhvakhishvilebis Tsikhe, castillo de Vakhvakhishvilis, otros nobles locales (siglo XVIII).

Telavi es la única ciudad en Georgia en que se conservan relativamente intactas cuatro fortificaciones de diferentes períodos históricos. Debido a esta razón, arquitectos, estudiosos e historiadores del arte consideran Telavi como la más medieval de las ciudades del país. Otro lugar curioso en Telavi es un gran sicómoro de 900 años de edad (con 45 m de altura y 12,4 m de perímetro del tronco).[cita requerida]
Otros hitos notables de los alrededores de Telavi son:
- el monasterio de Alaverdí, un monasterio de la Iglesia ortodoxa y apostólica georgiana con la catedral de Alaverdi (del siglo XI), la segunda catedral más alta de Georgia después de la reciente construcción de la catedral de la Santísima Trinidad de Tiflis;
- la Academia del monasterio de Ikalto (siglos VIII-XII), una pequeña ciudad con un centro monástico donde estudió el famoso poeta georgiano del siglo XII Shota Rustaveli;
- la iglesia de San Jorge, dedicada al patrono de Georgia (se dice que en Georgia hay 365 iglesias con esa advocación de san Jorge);
- las ruinas de la ciudad y de la fortaleza Gremi, la antigua capital del reino de Kajetia desde el siglo XV al XVII;
- Antiguo monasterio de Schuamta, un complejo formado por tres iglesias de diferentes épocas (siglos VI, VII y VIII) en un bosque de altura;
- Nuevo monasterio de Schuamta (Akhali Shuamta), el monasterio cerca de Dzveli Shuamta (Vieja Shuamta), construido en el siglo XVI;
- y el impresionante parque de Tsinandali (el palacio residencial de la familia noble de los Chavchavadzes).

## En la cultura popular
En la comedia soviética de 1977, Mimino, Telavi es la ciudad natal del piloto de avionetas georgiano Mimino (Vakhtang Kikabidze).

## Galería de imágenes

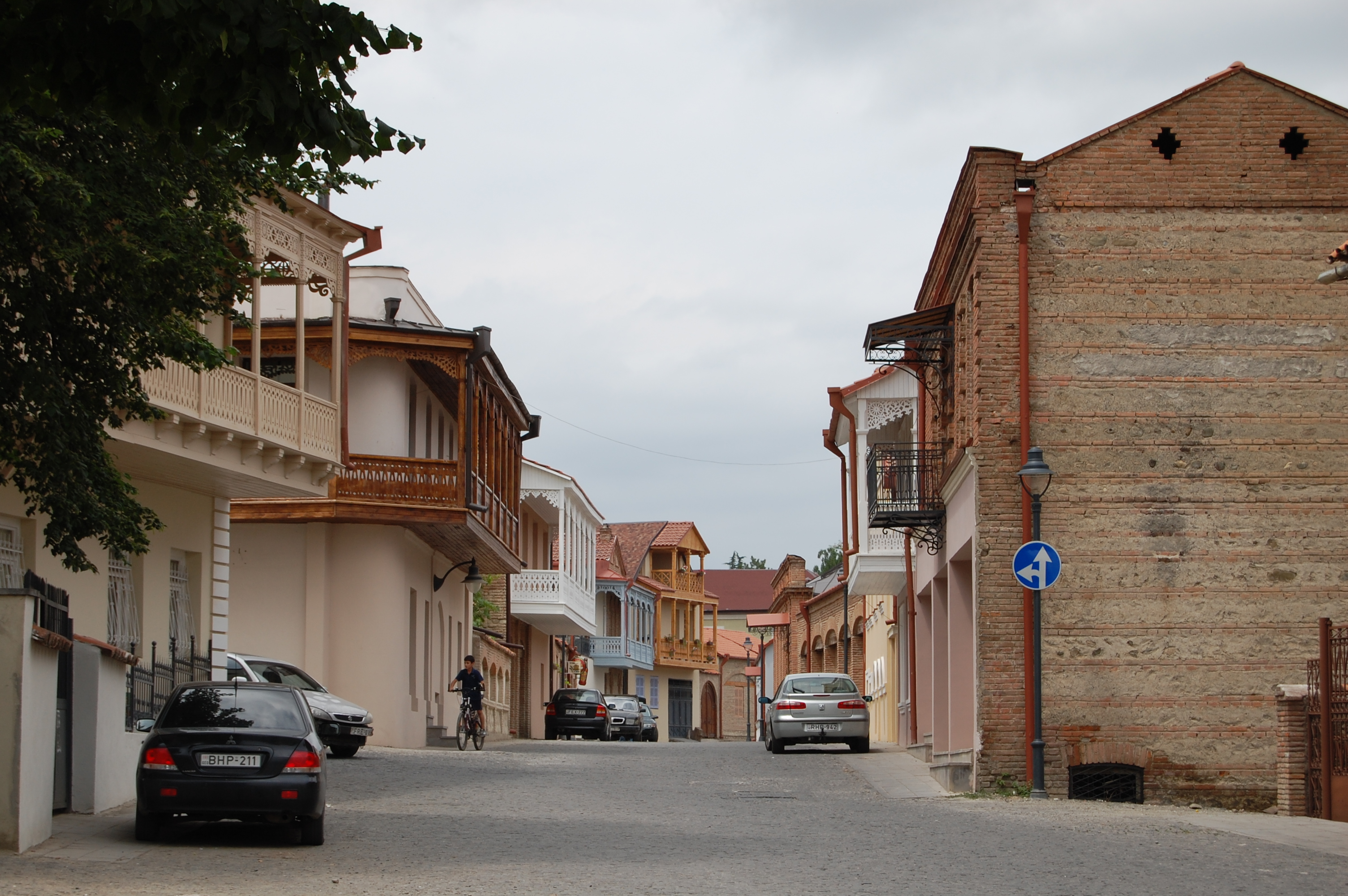
Ciudad vieja de Telavi
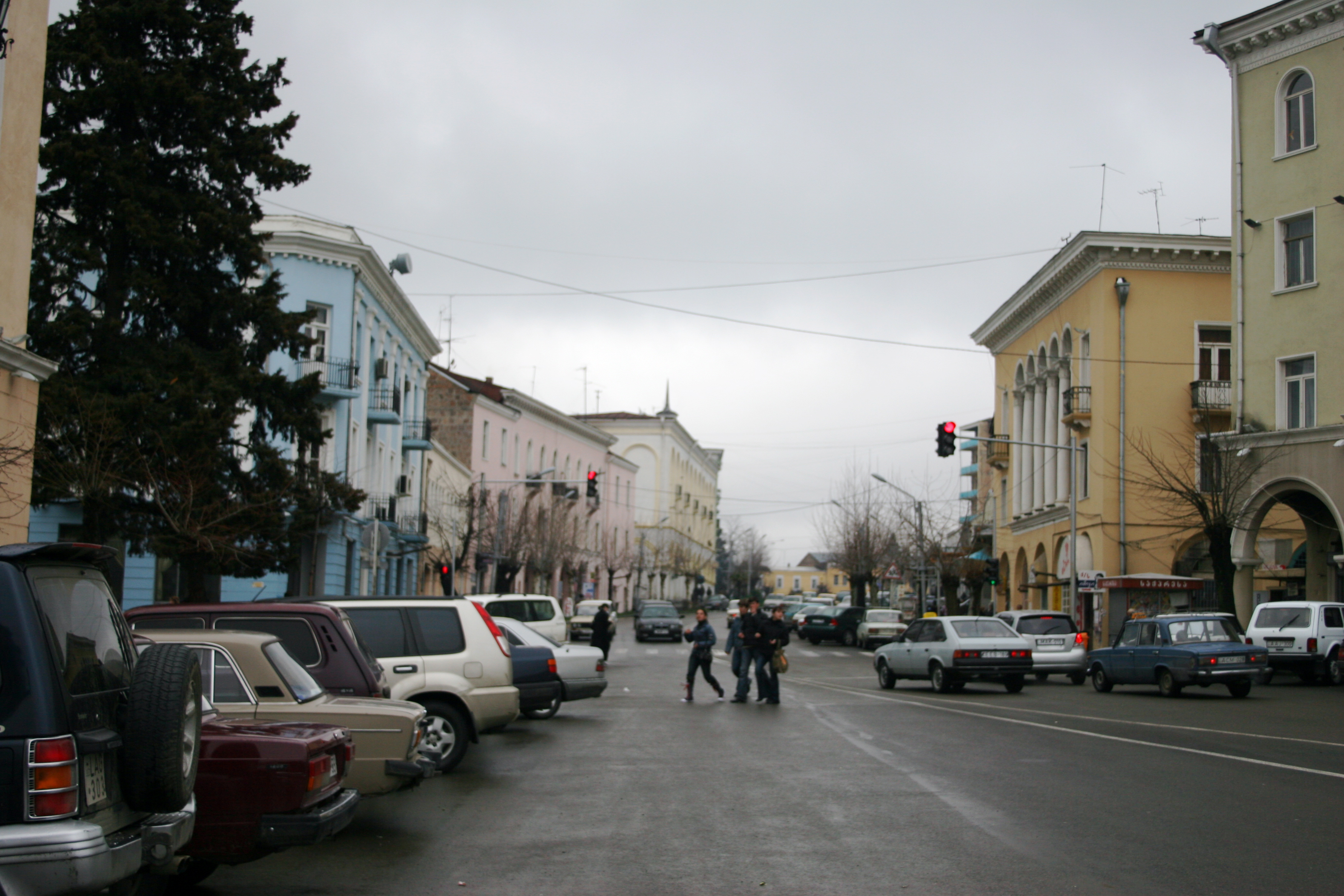
Calle principal de Telavi
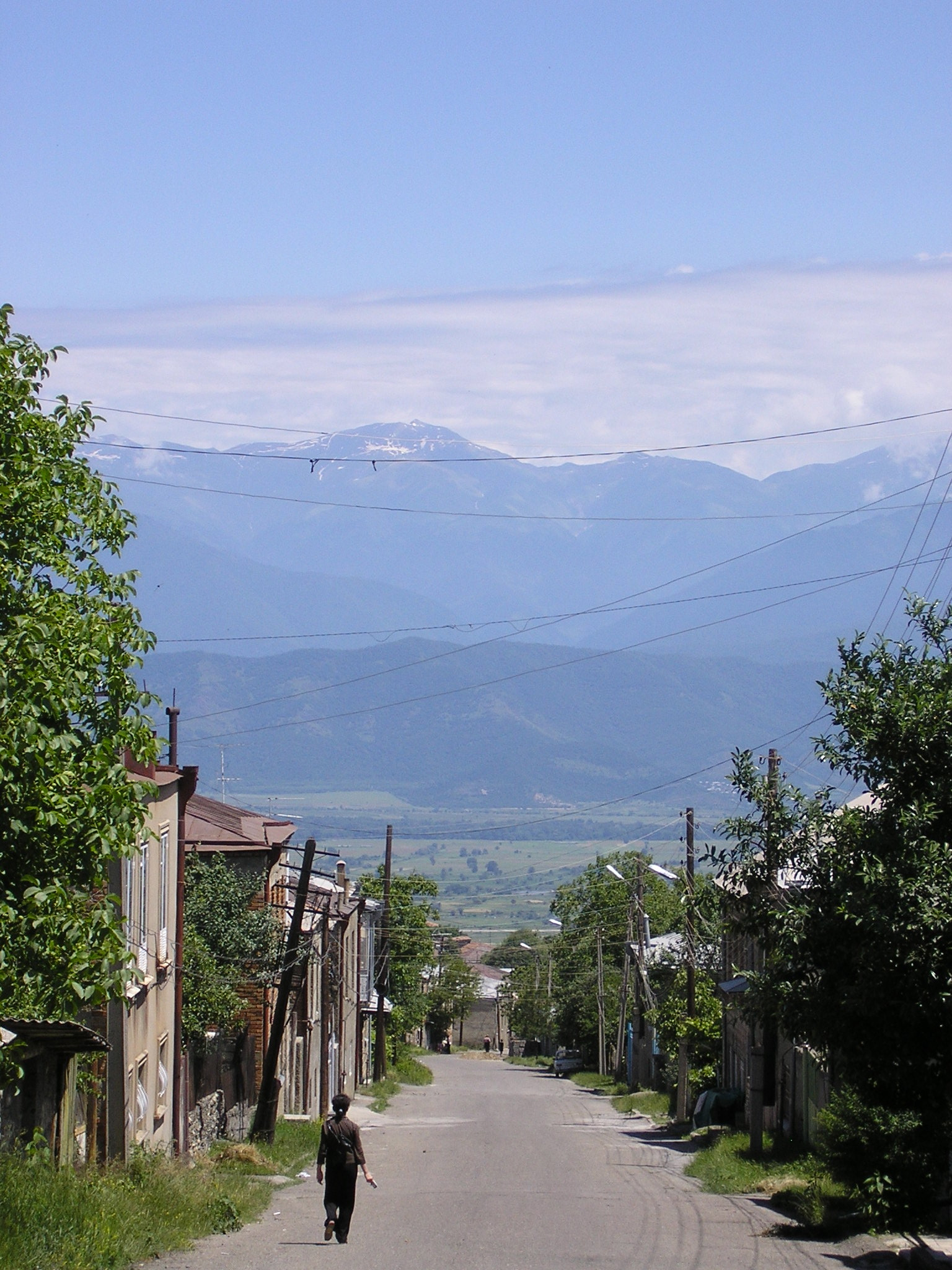
Otra calle
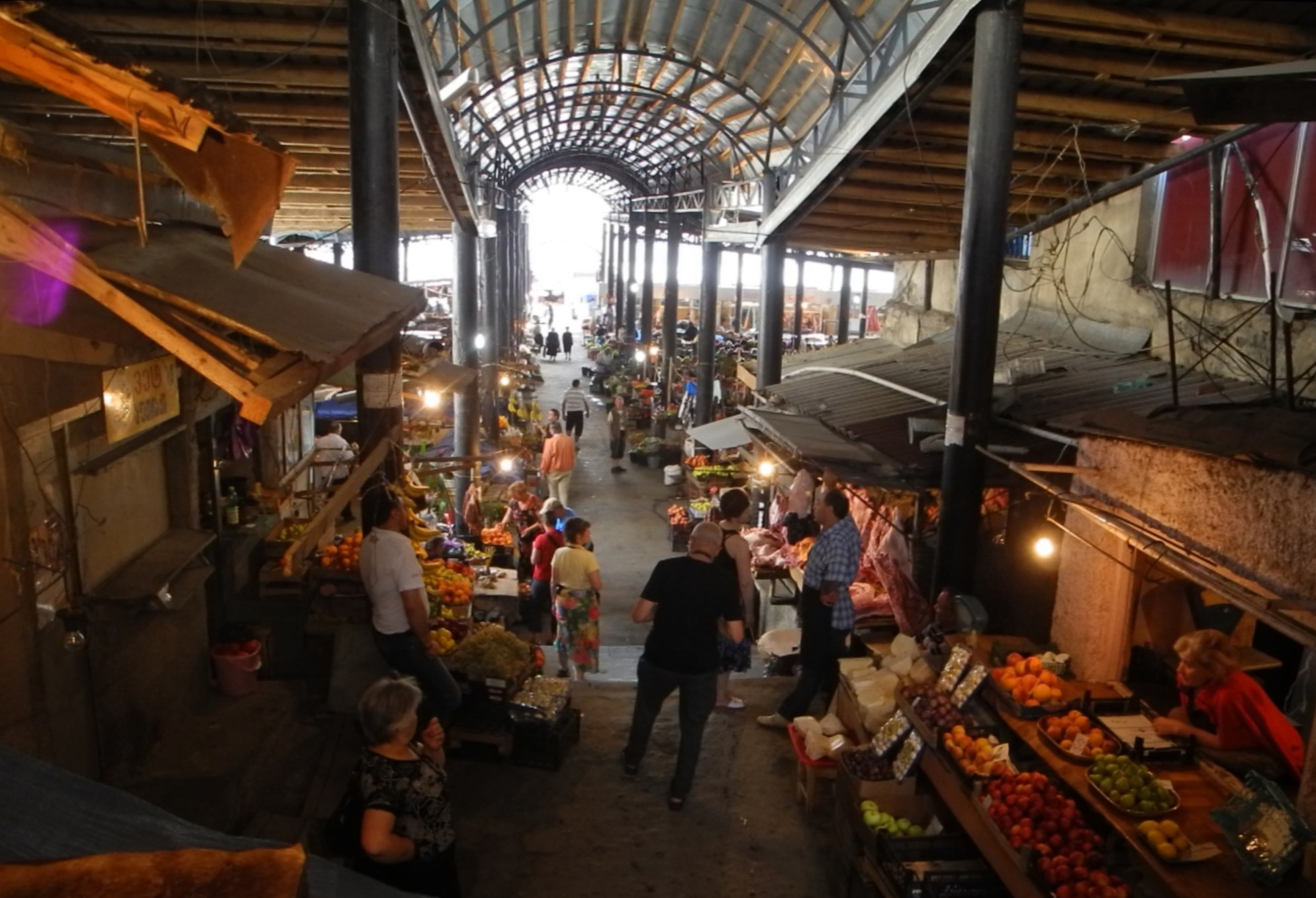
Mercado de Telavi
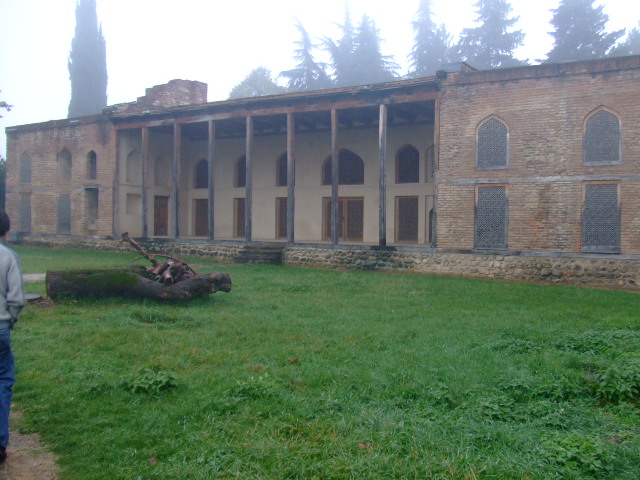
Museo Giorgi Chubinashvili de Historia Estatal y Etnográfico de Telavi